# Niculae Conovici
Niculae Conovici (n. 13 martie 1948, București – d. 7 iunie 2005, București) a fost un arheolog, amforolog și numismat român. A sapat la Satu Nou (Oltina), Constanța.

## Lucrări publicate
- Aspecte ale circulației drahmelor din Dyrrhachium și Apollonia în peninsula balcanică și în Dacia,  BNSR, 77-79, 1983-1985, p. 69-88
- Sapaturile arheologice în așezara getică fortificate de la Satu Nou, com. Oltina, jud. Constanța, campania 1989, Pontica, 23, 1990, p. 81-96, cu Mihai Irimia
- Histria VIII Les timbres amphoriques. 2. Sinope (Tuiles timbrées comprises), Bucarest, 1998